# Парламентские выборы в Южной Осетии (2019)
Парламентские выборы состоялись в Южной Осетии 9 июня 2019 года.
Правящая партия «Единая Осетия» потеряла большинство в парламенте.
Перед выборами была введена новая избирательная система, предусматривающая смешанную избирательную систему: 17 из 34 мест избираются путем пропорционального представительства в одном общенациональном округе, а остальные 17 избираются путем голосования в одномандатных округах.

## Результаты голосования
| Партия | Партия | Голосов | % голосов | Мест по единому округу | Мест по округам | Всего мест | Изменение % голосов    | Изменение % голосов | Изменение числа мест |
| | «Единая Осетия» | 7778 | 34,96 % | 7 | 7 | 14 | ▼ 9,88                 | ▼ 9,88              | ▼6                   |
| | Народная партия | 4849 | 21,79 % | 4 | 1 | 5 | ▲ 12,34 %              | ▲ 12,34 %           | ▲ 1                  |
| | «Ныхас» | 3198 | 14,37 % | 3 | 1 | 4 | ▲ 6,6 %                | ▲ 6,6 %             | ▬ 0                  |
| | Социалистическая партия «Единство народа» | 2883 | 12,96 % | 2 | 1 | 3 | ▼0,81 %                | ▼0,81 %             | ▼3                   |
| | Коммунистическая партия | 1622 | 7,29 % | 1 | 1 | 2 | ▲ 2,9 %                | ▲ 2,9 %             | ▲ 2                  |
| избирательный барьер 7 % | | | | | | |                        |                     |                      |
| | «Фыдыбаста» | 710 | 3,19 % | - | - | - |                        |                     |                      |
| | «Единство» | 630 | 2,83 % | - | - | - |                        |                     |                      |
| | Самовыдвиженцы | - | - | - | 6 | 6 |                        |                     | ▲ 6                  |
| Против всех кандидатов | Против всех кандидатов | Против всех кандидатов | Против всех кандидатов | Против всех кандидатов | Против всех кандидатов | Против всех кандидатов | Против всех кандидатов | 1701                | 1701                 |
| | | | | | | |                        |                     |                      |
| Число избирателей, включенных в список избирателей на момент окончания голосования                                                                              | Число избирателей, включенных в список избирателей на момент окончания голосования                                                                              | Число избирателей, включенных в список избирателей на момент окончания голосования                                                                              | Число избирателей, включенных в список избирателей на момент окончания голосования                                                                              | Число избирателей, включенных в список избирателей на момент окончания голосования                                                                              | Число избирателей, включенных в список избирателей на момент окончания голосования                                                                              | Число избирателей, включенных в список избирателей на момент окончания голосования                                                                              | 35254                  | 35254               | 35254                |
| Число избирательных бюллетеней, выданных участковой избирательной комиссией избирателям в помещении для голосования в день голосования (общая явка избирателей) | Число избирательных бюллетеней, выданных участковой избирательной комиссией избирателям в помещении для голосования в день голосования (общая явка избирателей) | Число избирательных бюллетеней, выданных участковой избирательной комиссией избирателям в помещении для голосования в день голосования (общая явка избирателей) | Число избирательных бюллетеней, выданных участковой избирательной комиссией избирателям в помещении для голосования в день голосования (общая явка избирателей) | Число избирательных бюллетеней, выданных участковой избирательной комиссией избирателям в помещении для голосования в день голосования (общая явка избирателей) | Число избирательных бюллетеней, выданных участковой избирательной комиссией избирателям в помещении для голосования в день голосования (общая явка избирателей) | Число избирательных бюллетеней, выданных участковой избирательной комиссией избирателям в помещении для голосования в день голосования (общая явка избирателей) | 23351 (66,24 %)        | 23351 (66,24 %)     | 23351 (66,24 %)      |
| Число действительных избирательных бюллетеней | Число действительных избирательных бюллетеней | Число действительных избирательных бюллетеней | Число действительных избирательных бюллетеней | Число действительных избирательных бюллетеней | Число действительных избирательных бюллетеней | Число действительных избирательных бюллетеней | 22249                  | 22249               | 22249                |
| Число недействительных избирательных бюллетеней | Число недействительных избирательных бюллетеней | Число недействительных избирательных бюллетеней | Число недействительных избирательных бюллетеней | Число недействительных избирательных бюллетеней | Число недействительных избирательных бюллетеней | Число недействительных избирательных бюллетеней | 1102                   | 1102                | 1102                 |
| Источники CIKRUO Архивная копия от 3 декабря 2020 на Wayback Machine, OC Media Архивная копия от 29 декабря 2019 на Wayback Machine                             | | | | | | |                        |                     |                      |